# 359 TCN
359 TCN là một năm trong lịch La Mã.